# Pseudonummulites
Pseudonummulites es un género de foraminífero bentónico de la familia Nummulitidae, de la superfamilia Nummulitoidea, del suborden Rotaliina y del orden Rotaliida. Su especie tipo es Amphistegina cumingii. Su rango cronoestratigráfico abarca desde el Oligoceno hasta el Mioceno.

## Clasificación
Pseudonummulites incluye a las siguientes especies:
- Pseudonummulites cumingii †
- Pseudonummulites garunlensis †

En Pseudonummulites se han considerado los siguientes subgéneros:
- Pseudonummulites (Athecocyclina), aceptado como género Athecocyclina
- Pseudonummulites (Proporocyclina), aceptado como género Proporocyclina